# ビバリーヒルズ・コップ (サウンドトラック)
『ビバリーヒルズ・コップ』は、1984年に公開された映画『ビバリーヒルズ・コップ』のサウンドトラック・アルバム。

## 収録曲
1. ニュー・アティチュード（パティ・ラベル）
2. ドント・ゲット・ストップ・イン・ビバリー・ヒルズ（シャラマー）
3. ドゥ・ユー・リアリー（ジュニア）
4. エマージェンシー（ロッキー・ロビンス）
5. ニュートロン・ダンス（ポインター・シスターズ）
6. ヒート・イズ・オン（グレン・フライ）
7. グラティチュード（ダニー・エルフマン）
8. スター・イット・アップ（パティ・ラベル）
9. ロックン・ロール・ミー・アゲイン（ザ・システム）
10. アクセル・F（ハロルド・フォルターメイヤー）